# Mlanča
Mlanča (Servisch cyrillisch Мланча) is een plaats in de Servische gemeente Kraljevo. De plaats telt 260 inwoners (2002).